# Going Nowhere Fast
Going Nowhere Fast – ostatni studyjny album szwedzkiej grupy Satanic Surfers wydany przez wytwórnię Burning Heart.

## Lista utworów
1. "Intro"
2. "Worn Out Words"
3. "Wishing You Were Here"
4. "What Ever"
5. "Blissfully Ignorant"
6. "The Ballad of Gonzo Babbelshit"
7. "Out of Touch"
8. "Discontent"
9. "Big Bad Wolf"
10. "Institutionalized Murder"
11. "That Song"
12. "Lean Onto You"
13. "Traditional Security"
14. "Outro (Sold My Soul for Rock 'n' Roll)"